# McWatters
McWatters est un quartier de la MRC de Rouyn-Noranda et le nom d'une ancienne municipalité de la région administrative de l'Abitibi-Témiscamingue à l'ouest du Québec.

## Géographie
McWatters se situe à 9 kilomètres à l'est de Rouyn-Noranda et fait partie de la deuxième couronne de la ville. Le quartier de McWatters entoure l'aéroport régional de Rouyn-Noranda et est traversé par la route 117. À l'exception de certains secteurs situés sur des eskers (lac Vaudray et les secteurs au nord et au sud de l'aéroport), le sol est majoritairement argileux.

## Histoire
Les premiers colons s'installent à McWatters en 1930, même si la localité est formée en 1938. Les principales activités économiques de l'époque étaient l'exploitation minière et forestière.
En 1938, un grand dépôt forestier le long de la rivière Kinojévis devient le centre d'approvisionnement de tous les chantiers de la filiale Kipawa-Noranda de la Canadian International Paper Company.
La paroisse Saint-Jean-l'Évangéliste est fondée en 1941. Depuis 1979, le territoire constitue une municipalité autonome. À l'origine, McWatters était constituée de trois noyaux à la fois distincts et distants : McWatters, Farmborough et Joannès, ce qui explique en partie l'étalement de la population.

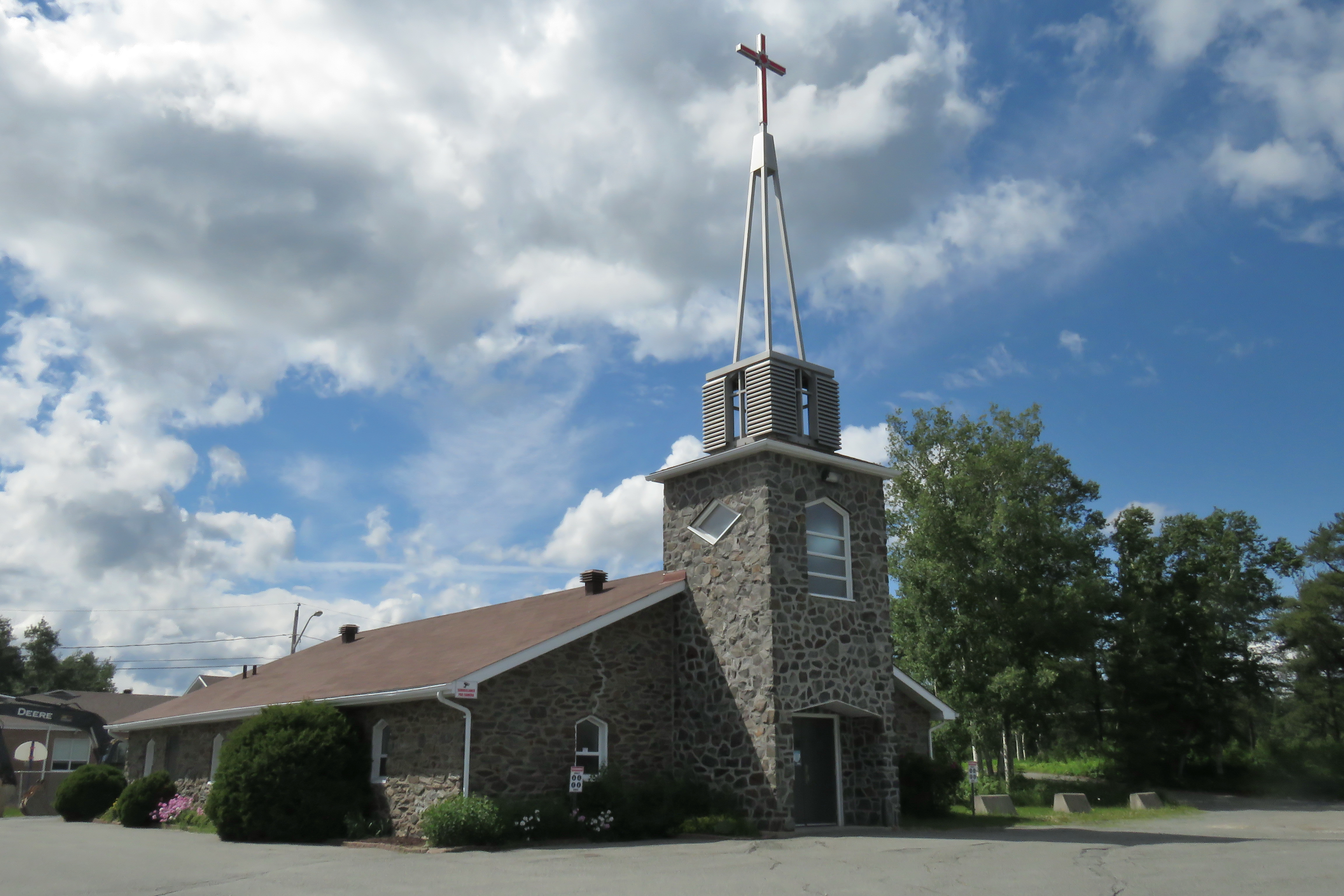
L'église du Quartier McWatters

Le rang des Allemands rappelle un épisode de la Deuxième guerre mondiale, quand des immigrants d’origine allemande se sont réfugiés dans ce secteur pour échapper aux camps d’internement. Le cimetière de Farmborough rappelle les deux communautés protestantes présentes sur le territoire, Farmborough et Joannès.
En 1979, la municipalité de Kinojévis change de nom et devient McWatters. À la suite des réorganisations municipales québécoises de 2002, l'ensemble des municipalités de la MRC de Rouyn-Noranda fusionnent en une seule.

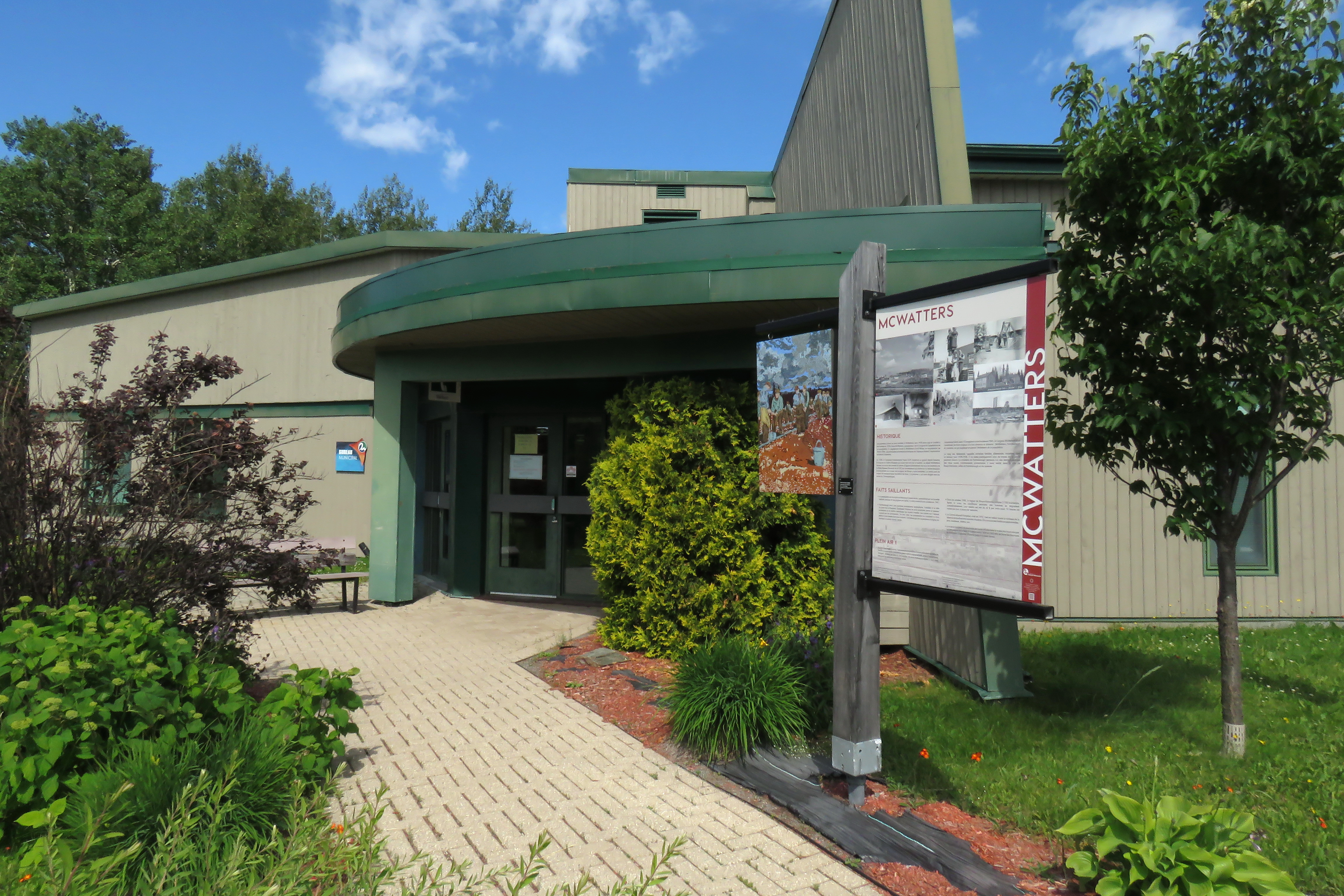
Le Centre communautaire de McWatters

En date du 1er janvier 2002, la municipalité de McWatters fusionne donc avec la ville de Rouyn-Noranda pour former une municipalité régionale de comté. McWatters est aujourd'hui un quartier de la nouvelle ville.
Aujourd'hui la Ville de Rouyn-Noranda a le double statut de MRC et de municipalité locale,. 

## Toponymie
Le nom du quartier provient de Dave McWatters. Monsieur McWatters, prospecteur, a également fondé la McWatters Gold Mines, en exploitation de 1932 à 1944. Il a porté le nom de Kinojévis jusqu'en 1979.

## Gentilé
Le gentilé de McWatters qui est Jévissois, Jévissoise peut surprendre. Mais il est basé sur le nom de Kinojévis, nom porté par ce quartier jusqu'en 1979. Pour la population locale, la rivière Kinojévis est au centre des activités populaires qui se déroulaient sur ses rives. Ses habitants en tiraient leur gagne-pain avec le travail au moulin à scie, le flottage du bois, etc.
Ce gentilé qui a été proposé lors d'une consultation populaire provient d'un élément constitutif du nom du cours d'eau prononcé KI-NO-JÉ-VISSE qui va donner Jévissois, Jévissoise.

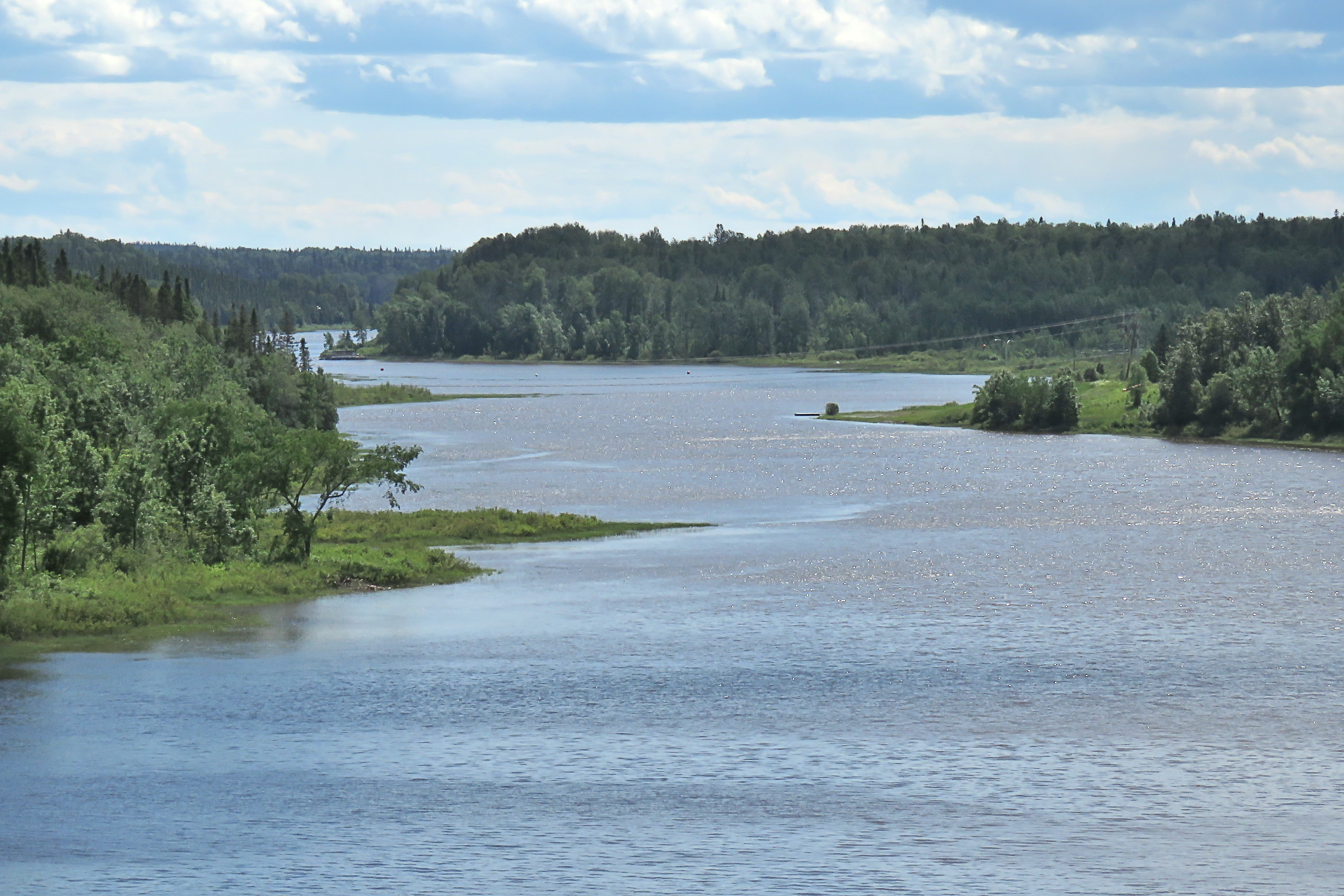
La rivière Kinojévis à McWatters